# Béjart (Schauspielerfamilie)
Béjart war der Name einer französischen Komödianten-Familie, mit der sich Molière zur Gründung der Schauspieltruppe „L’Illustre Théâtre“ zusammenschloss.
Bekannte Mitglieder waren:
- - Joseph Béjart, dem seine Gattin Marie Hervé folgende Kinder schenkte:
    - Joseph Béjart (* 1616 oder 1617 in Paris, † 1658 in Paris)
    - Madeleine Béjart (* 1618 in Paris, † 1672 in Paris), Geliebte von Molière
    - Elisabeth Béjart (* 1620)
    - Jacques Béjart (* 1622)
    - Anne Béjart (* 1623)
    - Geneviève Béjart (* 1624, † 1675), auch Mademoiselle Hervé, Mademoiselle Villaubrun und Mademoiselle Aubry genannt
    - Louis Béjart (* 1630, † 1678)
    - Charlotte Béjart (* 1632)
    - Bénigne Béjart (* 1639)

  - Armande Béjart (* 1642, † 1700), Tochter oder Schwester von Madeleine Béjart und Ehefrau von Molière